# Poolbillard 2012
Die Poolbillard-Saison 2012 war eine Serie von Poolbillard-Turnieren, die von der World Pool-Billiard Association veranstaltet wurden.

## Saisonergebnisse
| Datum                           | Turnier                                   | Austragungsort | Disziplin   | Sieger                      | Finalist                          | Ergebnis |
| 13. Februar bis 17. Februar     | 8-Ball-Weltmeisterschaft 2012             | Fudschaira     | 8-Ball      | Chang Jung-Lin              | Fu Che-wei                        | 11:6     |
| 1. März bis 3. März             | ET 117 – Bosnia & Herzegovina Open 2012   | Sarajevo       | 9-Ball      | Albin Ouschan               | Dimitri Jungo                     | 9:3      |
| 20. März bis 31. März           | Europameisterschaft 2012                  | Luxemburg      | 14/1 endlos | Nick van den Berg           | Niels Feijen                      | 125:18   |
| 20. März bis 31. März           | Europameisterschaft 2012                  | Luxemburg      | 10-Ball     | Dominic Jentsch             | Stephan Cohen                     | 8:5      |
| 20. März bis 31. März           | Europameisterschaft 2012                  | Luxemburg      | 8-Ball      | Mario He                    | Artem Koshovyi                    | 8:0      |
| 20. März bis 31. März           | Europameisterschaft 2012                  | Luxemburg      | 9-Ball      | Francisco Díaz-Pizarro      | Marcus Chamat                     | 9:4      |
| 19. April bis 21. April         | ET 118 – Italy Open 2012                  | Treviso        | 10-Ball     | Dominic Jentsch             | David Alcaide                     | 8:1      |
| 31. Mai bis 2. Juni             | ET 119 – Austria Open 2012                | St. Johann     | 9-Ball      | Nikos Ekonomopoulos         | Wojciech Szewczyk                 | 9:4      |
| 22. Juni bis 29. Juni           | 9-Ball-Weltmeisterschaft 2012             | Doha           | 9-Ball      | Darren Appleton             | Li Hewen                          | 13:12    |
| 1. Juli bis 7. Juli             | Team-Weltmeisterschaft 2012               | Peking         |             | Chinese Taipei              | Japan                             | 4:0      |
| 13. Juli bis 15. Juli           | World Series of Pool 2012                 | Jakarta        | 10-Ball     | Karl Boyes                  | unbekannt                         |          |
| 29. Juli bis 3. August          | 14/1-endlos-Weltmeisterschaft 2012        | Flushing, NY   | 14/1 endlos | John Schmidt                | Efren Reyes                       |          |
| 16. August bis 18. August       | ET 120 – German Open 2012                 | Brandenburg    | 10-Ball     | Daryl Peach                 | Niels Feijen                      | 8:7      |
| 4. September bis 9. September   | World Cup of Pool 2012                    | Manila         | 9-Ball      | Mika Immonen Petri Makkonen | Karol Skowerski Wojciech Szewczyk | 10:8     |
| 10. September bis 16. September | China Open 2012                           | Shanghai       | 9-Ball      | Dennis Orcollo              | Lu Hui-chan                       |          |
| 5. Oktober bis 7. Oktober       | World Pool Masters 2012                   | Kielce         | 9-Ball      | Karol Skowerski             | Mateusz Śniegocki                 | 8:6      |
| 18. Oktober bis 20. Oktober     | ET 121 – North Cyprus Open 2012           | Kyrenia        | 9-Ball      | Nick Malai                  | Albin Ouschan                     | 9:5      |
| 23. Oktober                     | International Challenge of Champions 2012 | Uncasville     | 9-Ball      | Darren Appleton             | unbekannt                         |          |
| 21. Oktober bis 27. Oktober     | US Open 9-Ball 2012                       | Chesapeake, VA | 9-Ball      | Shane van Boening           | Dennis Orcollo                    |          |
| 8. November bis 10. November    | ET 122 – European Open 2012               | Treviso        | 9-Ball      | Nick van den Berg           | Fabio Petroni                     | 11:5     |
| 14. November bis 18. November   | All Japan Open 2012                       | Amagasaki      | 9-Ball      | Chang Jung-Lin              | Yang Ching-shun                   |          |
| 10. Dezember bis 13. Dezember   | Mosconi Cup 2012                          | Bethnal Green  | 9-Ball      | Europa                      | USA                               | 11:9     |